# 일본학
일본학(日本學, 일본어: 日本学, 영어: Japanese studies, Japanology)은 일본의 사회, 역사, 문화 등을 연구하는 학문이다.

## 대표적 학자
- 알렉스 커(en:Alex Kerr (Japanologist))
- 피터 코니키(영어판)
- 도날드 킨 (Donald Keene)
- 에른스트 메이슨 사토우
- 프란치스코 하비에르
- 재러드 다이아몬드 (동아시아학/인류학)

## 같이 보기
- 동아시아학
- 아이누학
- 류큐학
- 중국학
- 한국학
- 인도학
  - 드라비다학